# Carbon leakage
Carbon leakage (ucieczka emisji CO2) – zjawisko polegające na przenoszeniu emisji dwutlenku węgla z jednego kraju do drugiego. Do ucieczki emisji dochodzi gdy na skutek wprowadzenia w jednym kraju restrykcyjnej polityki klimatycznej ograniczającej emisję CO2 energochłonna produkcja przemysłowa przenoszona jest do państw gdzie ograniczeń nie ma lub są mniej kosztowne. W efekcie globalna emisja CO2 nie spada, a nawet może wzrosnąć gdy w nowym miejscu korzysta się z metod produkcji które emitują więcej CO2 na tonę danego produktu.

## Skala zjawiska
Badania przeprowadzone na zlecenie Komisji Europejskiej po zakończeniu II fazy EU ETS nie wykazały występowania zauważalnego zjawiska ucieczki emisji z krajów objętych systemem. Do podobnych wniosków doszli badacze z Niemieckiego Instytutu Badań Gospodarczych DIW z Berlina. 
Pokrewnym do ucieczki emisji zjawiskiem jest transfer gazów cieplarnianych w związku z międzynarodową wymianą handlową (ang. export of embodied emissions). Ma on miejsce gdy emisje związane z wytworzeniem produktu zaliczane są na konto innego kraju niż ten, w którym produkt jest użytkowany. Raport ClimateWorks Fundation z 2017 r. stwierdza, że podczas gdy Unia Europejska jest na dobrej drodze do osiągnięcia założonej 20% redukcji emisji gazów cieplarnianych w latach 1990–2020 to po uwzględnieniu gazów cieplarnianych uwolnionych podczas wytworzenia importowanych produktów unijne emisje – zamiast spadać – wzrosły o 11% w latach 1995–2009 (szczególnie od czasu przyjęcia ChRL do WTO).
Według raportu KGM & Associates i Global Efficiency Intelligence "średnio jedna czwarta globalnego śladu węglowego (sumy emisji gazów cieplarnianych) pochodzi z importowanych towarów. Te ukryte strumienie unikają większości rodzajów polityki dotyczącej emisji dwutlenku węgla". Raport stwierdza również, że w przypadku wielu rozwiniętych krajów (szczególnie Wielkiej Brytanii i Polski) osiągnięcie celów redukcyjnych wynikających z Protokołu z Kioto wydaje się być skutkiem wyeksportowania emisji do krajów rozwijających się.

## Metody przeciwdziałania
Ponieważ polityka ograniczania emisji wiąże się z pogorszeniem konkurencyjności gospodarki a występowanie zjawiska ucieczki emisji zmniejsza skuteczność tej polityki, kraje ograniczające emisje wprowadzają regulacje mające przeciwdziałać ucieczce. Przykładami takich regulacją są:
- przekazywanie sektorom narażonym na zjawisko ucieczki emisji większej ilości darmowych uprawnień do emisji w Europejskim Systemie Handlu Emisjami[6],
- Buy Clean Act w Kalifornii wymagający aby materiały przy produkcji których emituje się duże ilości CO2 (m.in. stal i szkło) spełniały odpowiednie normy intensywności węglowej gdy kupowane są z funduszy stanowych[5]. Podobne rozwiązania funkcjonują w Danii i Holandii a w EU jako koncepcja nieobowiązkowych "zielonych zamówień publicznych"[7].
- Cła importowe zależne od śladu węglowego importowanego produktu[8].